# جورج كابرون
جورج كابرون (بالإنجليزية: George Capron)‏ هو لاعب كرة قاعدة أمريكي، ولد في 27 يوليو 1886، وتوفي في 1 أكتوبر 1972.